# Ángel Sanz Briz

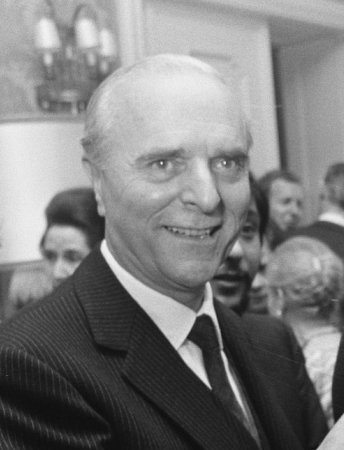
Ángel Sanz-Briz (1969)

Ángel Sanz Briz (* 28. September 1910 in Saragossa; † 11. Juni 1980 in Rom) war ein spanischer Diplomat. Im Jahr 1944 rettete er über 5.000 ungarischen Juden das Leben, indem er ihnen spanische Pässe ausstellte. Zunächst gab er Pässe an jene, die sich als Sephardim ausgaben, später an alle, die anfragten. Für sein Handeln wurde ihm der Titel Gerechter unter den Völkern verliehen.

## Leben

### Diplomatische Laufbahn
Nach einem Jurastudium trat Ángel Sanz Briz im Jahr 1933 in die Diplomatenakademie ein. Er schloss sein Studium kurz vor dem Anfang des spanischen Bürgerkrieges ab, in dem er auf der Seite der Franquisten kämpfte. Nach dem Krieg wurde er Geschäftsträger in Kairo.

### Retter ungarischer Juden

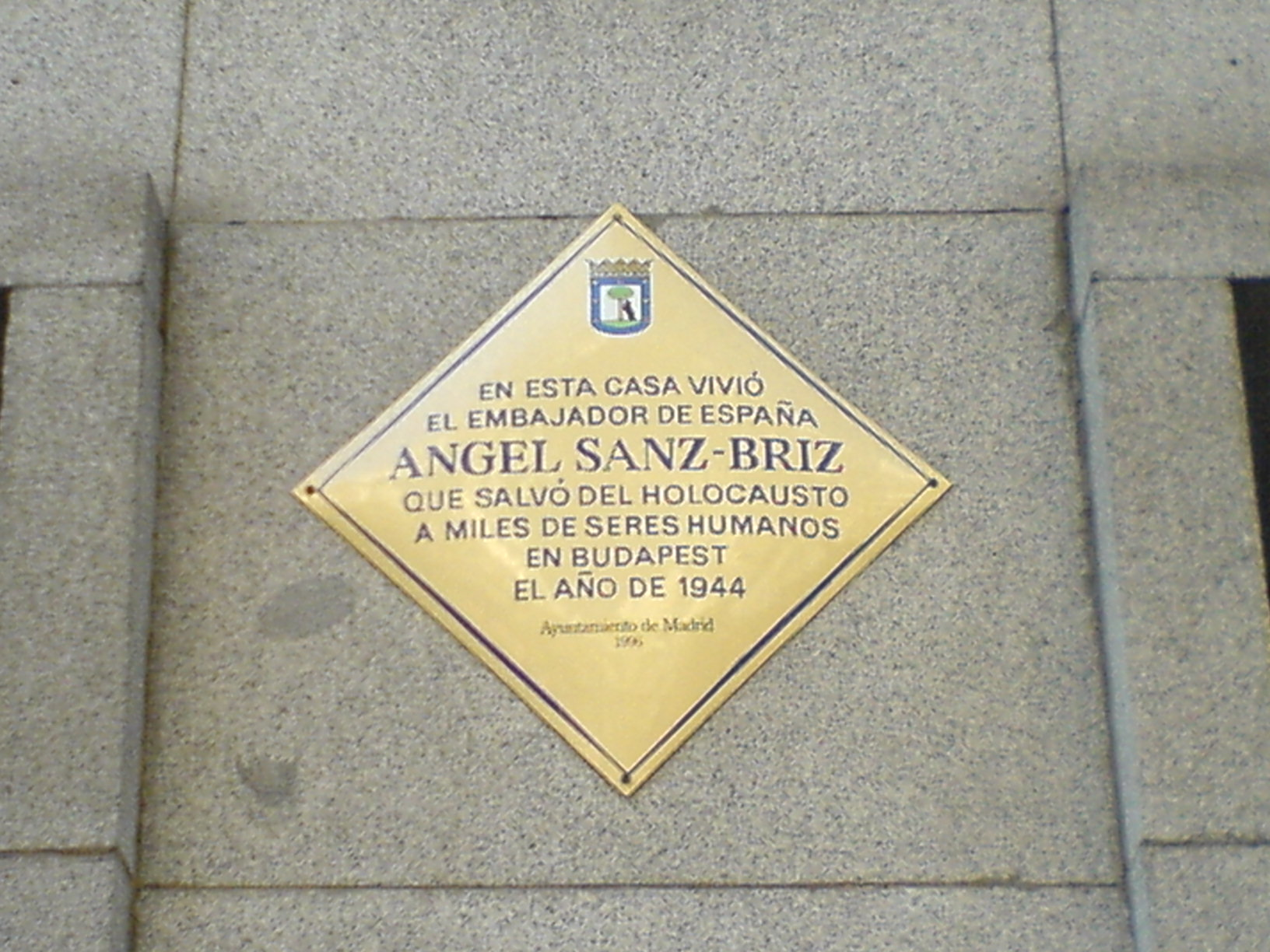
Erinnerungsplakette in Madrid

Im Jahr 1942 setzte er seine Tätigkeit an der spanischen Botschaft in Ungarn fort, das wegen seiner geographischen Lage zunächst nicht so sehr vom Holocaust betroffen war. Doch Sanz Briz’ Leben änderte sich im März 1944, als das Deutsche Reich in der „Operation Margarethe“ Ungarn besetzte. Sofort nach dem Einmarsch kam Adolf Eichmann mit seinem Sondereinsatzkommando nach Ungarn, um den Mord an den dortigen Juden zu organisieren. Entsetzt von dem Vorhaben der Nazis besorgte sich Sanz Briz von der spanischen Regierung die Lizenz, um spanische Dokumente an Sephardim ausgeben zu dürfen. Als gesetzliche Grundlage diente die sogenannte Ley Rivera von 1924, die genau dies vorsah. Er konnte etwa 5200 Menschen das Leben retten, wozu er seinen Einfluss und seine Beziehungen spielen ließ. Auch bestach er einen Gauleiter. Wen er finden konnte, brachte er in eine sichere Unterkunft, das Dekret von Miguel Primo de Rivera vorweisend, das eigentlich schon 1931 ausgelaufen war. Er mietete Gebäude an, die er als der spanischen Botschaft angehörig deklarierte. Sein Vorgehen schilderte er im Gespräch mit Federico Ysart:
Ich konnte erreichen, dass die ungarische Regierung den Schutz von 200 Sephardim durch Spanien erlaubte. […] Nachdem das geschafft war, war es recht einfach, die 200, die mir zugestanden wurden, als 200 Familien auszulegen.
Am 17. November 1944 nahm er an einem Treffen der Botschafter der neutralen Staaten teil, die sich in einem gemeinsamen Memorandum (diplomatische Note) für eine Beendigung der Deportationen aussprachen. Unterzeichnet wurde das Dokument vom Schweden Carl Ivan Daniellson, dem Schweizer Harold Fehler, von Angelo Rotta, der den Vatikan vertrat, und von Ángel Sanz Briz. Als jedoch Budapest davor stand, von der Roten Armee eingenommen zu werden, wurde Sanz Briz nach Bern abberufen, da Spanien die Regierung der Pfeilkreuzler unter Ferenc Szálasi nicht anerkennen wollte und nicht bereit war, die spanische Botschaft nach Sopron zu verlegen. Er verließ Ungarn am 1. Dezember 1944. Giorgio Perlasca, ein italienischer Geschäftsmann, konnte sich als spanischer Botschafter ausgeben und gefälschte Papiere verteilen, bis am 16. Januar 1945 Budapest eingenommen wurde. Perlasca hatte seit seinem Wirken im spanischen Bürgerkrieg Anspruch auf eine spanische Ehrenstaatsbürgerschaft und Sanz Briz hatte ihm einen spanischen Pass ausgestellt und ihn an der Botschaft beschäftigt, nachdem Perlasca aus deutscher Gefangenschaft geflohen war. Ángel Sanz Briz hatte Perlasca von jeglicher Aktivität abgeraten und ihm eine baldmöglichste Ausreise über Deutschland in die Schweiz nahegelegt, wie Perlasca den Ausgang ihrer letzten Unterredung am 29. November 1944 beschreibt.

### Späteres Leben
Sanz Briz blieb Diplomat. Er kam nach San Francisco, Washington, D.C., Lima, Bern, Bayonne, Guatemala, Den Haag, Brüssel und wurde schließlich 1973 Botschafter in China. 1976 wurde er Botschafter im Vatikan. Er starb am 11. Juni 1980 in Rom.
Von den Umständen, in denen er es schaffte, so viele Leben zu retten, erzählte er Federico Ysart, der dies in seinem 1973 erschienenen Buch España y los judíos en la Segunda Guerra mundial festhielt.

## Ehrungen
- Die Gedenkstätte Yad Vashem verlieh Ángel Sanz Briz 1991 den Titel Gerechter unter den Völkern und verewigte seinen Namen in der Allee der Gerechten.[3]
- Die ungarische Regierung verlieh Ángel Sanz Briz 1994 den Verdienstorden.
- Ángel Sanz Briz war der erste Diplomat, dem Spanien eine Briefmarke widmete.